# 沃倫鎮區 (明尼蘇達州威諾納縣)
沃倫鎮區（英語：Warren Township）是位於美國明尼蘇達州威諾納縣的一個行政鎮區。

## 歷史
沃倫鎮區於1858年成立，得名自早期定居者沃倫·威爾遜（Warren Wilson）。

## 地方資料
沃倫鎮區的面積為92.03平方千米，皆為陸地。根據2020年美國人口普查的數據，當地共有人口586人，而人口密度為每平方千米6.37人。